# 八王子市立第四中学校
八王子市立第四中学校（はちおうじしりつ だいよんちゅうがっこう）は、東京都八王子市元本郷町にある市立中学校。

## 概要

### 学級規模
生徒数は1学年96名、2学年88名、3学年72名　合計256名である。うち特別支援学級22名である（令和4年4月1日現在）。

### 小中一貫教育の推進
本校は義務教育学校開校に向けて、義務教育9年間を見通した継続性を踏まえて、第二小学校と共同研究・研修を進めている。2020年度に八王子市教育委員会研究指定校となった。

## 沿革
- 1947年（昭和22年） - 八王子市立第四中学校として開校。
- 1973年（昭和48年） - 西校舎改築完成。
- 1975年（昭和50年） - 心身障害学級校舎完成。
- 1978年（昭和53年） - 体育館全面改装。
- 1999年（平成11年） -「心の教室」開設。
- 2010年（平成22年） - 武道場完成。

## 教育目標
- 高い知性を身につけ、心豊かな人になろう。
- 豊公正な判断力を養い、責任ある行動のできる人になろう。
- 心身共に健康で、社会に役立つ人になろう。

## 所在地
- 東京都八王子市元本郷町2丁目21番1号

## アクセス
- バス　
  - 八王子駅北口6番バス停から「楢原町」行きに乗車。「平岡町」停留所下車　徒歩5分。
  - 八王子駅北口7番バス停から「川口小学校」行きに乗車。「平岡町」停留所下車　徒歩5分。
  - 八王子駅北口8番バス停から「松枝住宅」行きに乗車。「元本郷１丁目」停留所下車　徒歩5分。

## 部活動

### 運動系
- 野球部
- サッカー部
- 陸上競技部
- 男子硬式テニス部
- 女子ソフトテニス部
- 女子バレーボール部
- バドミントン部
- 女子バスケットボール部
- 軽スポーツ部
- スポレク部

### 文化系
- 吹奏楽部
- 美術部
- ハンドメイド部